# George Augustus Selwyn

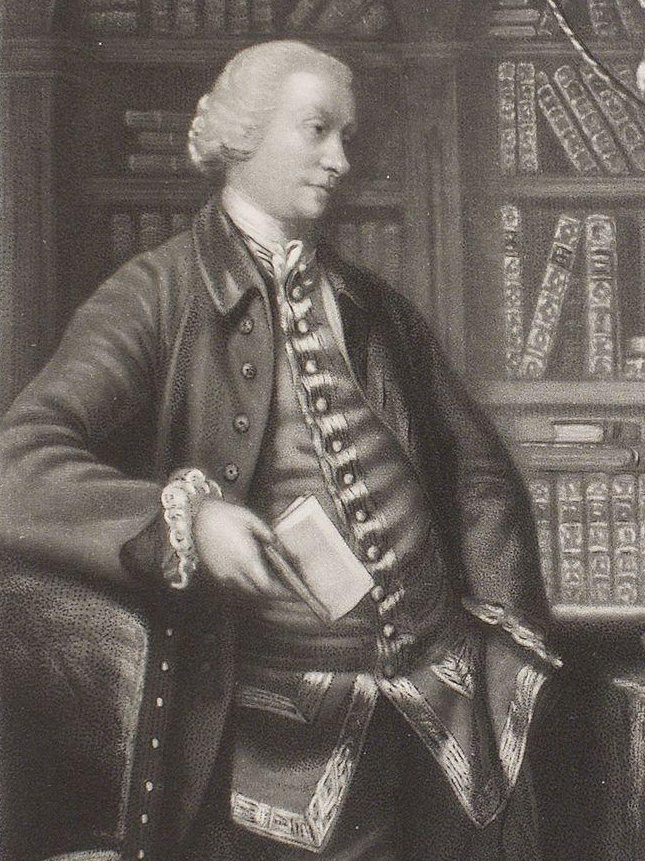
George Augustus Selwyn (1865)
Autor: Henry Graves.
Fecha:1865

Para su tocayo quien llegó a ser Obispo de Nueva Zelanda, George Augustus Selwyn (obispo) 

George Augustus Selwyn (11 de agosto de 1719 - 25 de enero de 1791), fue un Miembro del Parlamento Británico (MP).
Selwyn fue un hombre que estuvo durante 44 años en la Cámara de los Comunes sin haber realizado un solo discurso. Puso su interés electoral como persona que controlaba ambos escaños en Ludgershall y uno en Gloucester al servicio de los ministros del Rey (quienes hubiesen podido ser), porque no podría permitirse ser un patriota. Llegó a tener tres cargos vitalicios y una pensión, que gastaba en dirigir el interés electoral y en las deudas de juego.
Él fue Miembro del Parlamento por Ludgershall en 1747-1754 y por el distrito de Gloucester en 1754-1780. Después el perdió su interés por Gloucester, Selwyn fue de nuevo miembro por Ludgershall desde 1780 hasta su muerte en 1791.
También fue elegido para un escaño escocés por Wigtown Burghs en 1768, cuando el pensaba que podría ser derrotado en Gloucester. Él fue el primer inglés en ser elegido para el Parlamento por un escaño escocés. El eligió conservar el escaño inglés.